# 1,8-二溴辛烷
1,8-二溴辛烷 是一种溴代烃，化学式 C8H16Br2 。

## 制备
通过使环辛烯与硫酸反应，并在催化剂下进行氢溴化反应，可以得到1,8-二溴辛烷。 

## 性质
1,8-二溴辛烷是一种淡黄色液体，  不溶于水。 

## 用处
1,8-二溴辛烷在制造其他化合物（例如Guazatin）中用作添加剂。 
1,8-二溴辛烷也用于氨基甲酸酯类的神经毒剂如：EA-3990 和 1,8-二(5-二甲氨基甲酸酯异喹啉鎓溴化物)辛烷 的合成中。